# Carl Albert von Kamptz (Gesandter)
Carl Ludwig Georg Friedrich Ernst Albert von Kamptz, anfangs Carl von Kamptz, mitunter auch Carl Ludwig von Kamptz (* 21. Oktober 1808 in Neustrelitz; † 15. Juni 1870 in Hirschberg) war ein deutscher Verwaltungsjurist und preußischer Diplomat.

## Leben
Carl Albert von Kamptz (Nr. 253 der Geschlechtszählung) entstammte mecklenburgischem Uradel. Er war der älteste Sohn des mecklenburg-strelitzschen Kammerherrn und späteren Oberlanddrosts des Domänenamtes Stargard, Bernhard von Kamptz (1781–1855) aus dessen erster Ehe mit Charlotte Christiane, geb. von Bose (1780–1832), einer Hofdame von Maria Luise Albertine zu Leiningen-Dagsburg-Falkenburg in Neustrelitz. Karl Albert von Kamptz war sein Onkel.
Kamptz besuchte die Große Stadtschule Neubrandenburg. Der spätere Bürgermeister Wilhelm Ahlers (1810–1889) war ein Mitschüler. Carl v. Kamptz habe „mit seinen launigen, unsere Lehrer und die Schaar der damals hier blühenden jungen Damen betreffenden harmlos-jovialen Rundgesängen und Gedichten“ die gesamte Klasse unterhalten, erinnert sich Ahlers noch Jahrzehnte später. Kamptz studierte 1826–1829 an der Friedrich-Wilhelms-Universität zu Berlin, der Georg-August-Universität Göttingen und der Universität Rostock Rechtswissenschaft. Er wurde Mitglied des Corps Vandalia Göttingen (1826) und des Corps Vandalia Rostock (1828). Nach Abschluss seines Studiums trat er in den preußischen Staatsdienst und wurde Referendar in Minden. Im Oktober 1832 kehrte er als Kammerjunker und Auditor kurzzeitig nach Neustrelitz zurück, wurde 1833 aber wiederum Preußischer Stadtgerichts-Auscultator in Berlin und 1834 Regierungsassessor in Minden. 1836 wurde er Regierungsrat in Köln und 1837 in Stettin und dann in Breslau.
1840 trat er als Hülfs-Arbeiter in das preußische Finanzministerium ein. 1842 wurde er zum Zoll-Vereins-Commissarius in Braunschweig berufen. Im Mai 1849 wurde er Preußischer Geschäftsträger in Frankfurt am Main. Schon im Sommer 1849 wurde er als Geheimer Legationsrat und Ministerresident nach Hamburg versetzt, wo er als Preußischer Gesandter sowohl für die drei Hansestädte als auch für Mecklenburg-Schwerin und Mecklenburg-Strelitz zuständig war. Im Februar 1859 wurde er außerordentlicher Gesandter und bevollmächtigter Minister Preußens in der Schweiz und im Sommer 1867 wiederum Gesandter in Hamburg und Mecklenburg. Als Vertreter Preußens handelte er im Herbst 1867 den Freundschafts-, Handels- und Schiffahrtsvertrag zwischen dem Norddeutschen Bunde und der Republik Liberia aus. Im September 1869 erbat er seine Zurruhesetzung und zog nach Hirschberg.
In erster Ehe war er seit dem 2. August 1838 mit Antoinette geb. von Weiler (1818–1842) verheiratet, einer Tochter des Preußischen Geheimen Justizrats und Senatspräsidenten des Appellationsgerichts in Köln Friedrich Heinrich Robert von Weiler. Aus dieser Ehe stammte die Tochter Louise (Bernardine Caroline Adolphine) (* 1841), verheiratet mit Carl Wilhelm von Zehender. In zweiter Ehe heiratete er am 29. April 1845 Helene (Wilhelmine Friderike) geb. Freiin von Schleinitz (1824–1906), eine Tochter von Wilhelm von Schleinitz. Aus der zweiten Ehe stammten vier Söhne und vier Töchter.

## Auszeichnungen
- Roter Adlerorden, 2. Klasse mit Eichenlaub und Stern,
- Guelphen-Orden, Kommandeur
- Orden der Eichenkrone, Kommandeur
- Orden Heinrichs des Löwen, Kommandeur
- Orden der Rose, Offizier
- 1869: Hausorden der Wendischen Krone, Großkreuz

## Werke
- Die Handels- und Schifffahrts-Verträge des Zollvereins im Hinblick auf der Fremdländer Gesetzgebung. Braunschweig 1845.